# Plymouth (Ohio)
Plymouth es una villa ubicada en el condado de Richland en el estado estadounidense de Ohio. En el Censo de 2010 tenía una población de 1857 habitantes y una densidad poblacional de 287,14 personas por km².

## Geografía
Plymouth se encuentra ubicada en las coordenadas 40°59′49″N 82°40′3″O / 40.99694, -82.66750. Según la Oficina del Censo de los Estados Unidos, Plymouth tiene una superficie total de 6.47 km², de la cual 6.38 km² corresponden a tierra firme y (1.28%) 0.08 km² es agua.

## Demografía
Según el censo de 2010, había 1857 personas residiendo en Plymouth. La densidad de población era de 287,14 hab./km². De los 1857 habitantes, Plymouth estaba compuesto por el 97.63% blancos, el 0.32% eran afroamericanos, el 0.22% eran amerindios, el 0.22% eran asiáticos, el 0% eran isleños del Pacífico, el 0.92% eran de otras razas y el 0.7% pertenecían a dos o más razas. Del total de la población el 2.53% eran hispanos o latinos de cualquier raza.